# Мирович Василь Іванович
Мирович Василь Іванович (? — 1732) — український козацький шляхтич. Політичний в'язень Московії, де доведений до смерті на каторзі в західному Сибіру.

## З життєпису
Син героя Північної війни Івана Мировича. Полонений у Московії, де у 1716 році звинувачений у таємних зв'язках зі Шведським королівством і братом Федором Мировичем, державним діячем, сподвижник гетьманів Івана Мазепи і Пилипа Орлика.
Після окупації Гетьманщини, 1712 Мирович примусово поселений у Москві. 1715—1716 російські спецслужби сфабрикували справу про «таємні контакти» з рідним братом Федором, який разом з Костянтином Мокієвським їздив укладати антимосковську угоду Гетьманщини із Запорізькою Січчю — перед виступити гетьмана Івана Мазепи та шведського короля Карла XII проти військ Петра Романова.
Після двократних тортур Василя Мировича 1716 депортували до російських острогів Сибіру на каторжні роботи, де він і доведений до смерті у 1732 році.

### Сім'я
Був одружений з донькою полковника Київського Костянтина Мокієвського Ганною. Після заслання Василя Мировича до Сибіру, його дружину Ганну разом із дітьми також депортували в азійські володіння Московії — у Тобольськ. Її єдиний син Іван Васильович Мирович був каптенармусом Сибірського гарнізону в 1747 році, прапорщиком у 1763—1764 роках у Кузнецовську і в Україну більше не повертався.